# Сопвит Пап
Сопвит Пап (енгл. Sopwith Pup) је британски ловачки авион који је производила фирма Сопвит (енгл. Sopwith). Први лет авиона је извршен 1916. године. 

Пап је један од најзначајнијих британских ловаца Првог светског рата. Крајем септембра 1916 је ушао у састав британског РВ и РМ. У борбама на западном фронту су учествовали од новембра 1916. до децембра 1917. Пап је био и први бродски ловац: базирали су на 4 крстарице и 5 носача авиона британске РМ током 1917—1918. Укупно је произведено 1847 авиона.
Највећа брзина у хоризонталном лету је износила 179 km/h. Размах крила је био 8,08 метара а дужина 5,89 метара. Маса празног авиона је износила 357 килограма а нормална полетна маса 556 килограма. Био је наоружан са једним митраљезом Викерс калибра 7,7 мм.

## Наоружање
| Наоружање авиона: Сопвит       |          |
| Ватрено (стрељачко) наоружање  |          |
| Топ                            |          |
| Митраљез                       |          |
| Број и ознака митраљеза        | 1 Викерс |
| Калибар                        | 7,7      |
| Бомбардерско наоружање (бомбе) |          |
| Ракетно наоружање (ракете)     |          |

1. 1 2  
„Sopwith Pup” (на језику: (језик: руски)). Уголок неба. 2004. Приступљено 16. 7. 2010.